# Suite per a orquestra (Weinberg)
La Suite per a orquestra va ser composta per Mieczysław Weinberg l'any 1950. No se'n té constància de cap interpretació fins a l'enregistrament fet per Vladimir Lande amb la Simfònica Estatal de Sibèria del 7 al 14 de juliol de 2015 a la Sala Gran de la Filharmònica de Krasnoiarsk. Té una durada de 19 minuts.

## Moviments
- I. Romança
- II. Humoresca
- III. Vals
- IV. Polca
- V. Galop

## Origen i context
Cap a mitjan segle xx, Weinberg es va enfrontar a serioses dificultats creatives, en un moment en què els criteris artístics sota l’estricta vigilància estalinista eren imprecisos i restrictius per als compositors soviètics. Fora de la Rapsòdia sobre temes moldaus, les seves obres simfòniques d’aquell temps van passar gairebé desapercebudes, i algunes han desaparegut amb el temps. Entre aquestes composicions poc conegudes destaca aquesta Suite per a orquestra, publicada el 1951 però mai estrenada fins a l'enregistrament de 2015.

## Música
La Romança presenta un tema líric i malenconiós que comença amb una trompeta i passa per diversos instruments abans d’acabar de manera elegíaca. L'Humoresca destaca per una melodia despreocupada amb acompanyament alegre i lleuger i diàlegs entre seccions. El Vals té una melodia insinuant amb una orquestració rica i un clímax sincopat. La Polca combina energia orquestral amb un toc de banda de ball. El Galop culmina amb una exhibició animada i una acceleració final apoteòsica.